# Asbjørn
Asbjørn Toftdahl (Aarhus, 2 de julho de 1992) mais conhecido como Asbjørn é um cantor, compositor, produtor musical e dançarino nascido na Dinamarca.
Em 10 de abril de 2012, por meio da gravadora Gateway Music, Asbjørn lançou seu primeiro álbum de estúdio contendo onze faixas e intitulado Sunken Ships, que obteve um desempenho considerável. O primeiro single do álbum, The Criminal, possui mais de 280.000 visualizações no YouTube.
Dois anos depois, em 1 de maio de 2014, Asbjørn lançou seu primeiro EP. Dispondo de quatro faixas e intitulado Pseudo Visions: Ch.1, o lançamento deste daria início a divulgação de seu novo trabalho. Após quatro meses, também no dia 1, Asbjørn lançou um novo EP, cujo nome é Pseudo Visions: Ch.2, possuindo também quatro músicas inéditas. Já no dia 16 de março de 2015, Asbjørn liberou um terceiro, e último, EP, o Pseudo Visions: Ch.3, sendo todos os EP lançados pela gravadora Gateway Music em parceria com a Body Of Work.
Junto com o Pseudo Visions: Ch. 3, Asbjørn lançou o seu segundo álbum de estúdio, o Pseudo Visions, que vem sendo aclamado por várias pessoas ao redor do mundo, com boas críticas e desempenho em vários países. O single The Love You Have In You já ultrapassou a marca de um milhão de reproduções no canal oficial de Asbjørn.

## Vida Pessoal
Asbjørn nasceu em uma pequena vila próxima de Aarhus, Dinamarca. Desde pequeno envolvido no meio musical, Asbjørn cresceu ao som de baladas pop dos anos 90, o que ainda reflete em seu estilo musical até hoje, e seu pai, tocando Piano. Cantoras como Madonna, Spice Girls, Britney Spears e Destiny Childs fizeram parte de suas playlists desde muito novo. Asbjørn começou a compor desde pequeno. Contudo, a composição que ele mais se recorda de ter feito quando jovem havia sido para seu melhor amigo, Silas, que havia quebrado o relacionamento entre eles. E conduzido por emoção, ele fez uma canção sobre “Quando as ondas rugem”.
Aos 16 anos, por não conseguir se concentrar em suas aulas, Asbjørn decidiu por deixar seus estudos. Mais tarde, aos 17 anos, ele entraria na Royal Academy of Music, em Aarhus.

## Carreira
Antes de lançar seu primeiro álbum, Asbjørn fazia apresentações em pequenos festivais por Berlim. Porém, apenas com o lançamento de seu primeiro trabalho, Sunken Ships, em 2012, através da gravadora independente Gateway Music, Asbjørn começou a ganhar maiores destaques em festivais espalhados por toda a Alemanha. Ainda com dezenove anos, Asbjørn nunca havia lançado um EP antes de fazer o lançamento de seu disco.

## Discografia

### Sunken Ships
| Título       | Detalhes                                                                                            |
| ------------ | --------------------------------------------------------------------------------------------------- |
| Sunken Ships | - Data: 10 de Abril, 2012 - Gravadora: Gateway Music, Body of Work - Formatos: CD, download digital |

Segundo Asbjørn, o Sunken Ships foi seu trabalho mais maduro. Segundo críticos, Asbjørn criou um álbum “frágil, melancólico”. Seu primeiro single, The Criminal, lançado em 11 de janeiro de 2012, foi caracterizado como Pop Indie e possui uma concepção que trata de diversão, bebidas, e amor, sendo essa a faixa de destaque deste álbum.

### Pseudo Visions
| Título         | Detalhes                                                                             |
| -------------- | ------------------------------------------------------------------------------------ |
| Pseudo Visions | - Data: 16 de Março, 2015 - Gravadora: Body of Work - Formatos: CD, download digital |

O segundo álbum de estúdio de Asbjørn, Pseudo Visions, possui um conceito, considerado pelo próprio artista, “confuso” sobre o amor. Considerado um álbum mais pop que seu antecessor, Pseudo Visions aborda de forma mais artística o amor e a separação, trazendo, em parte, histórias que o próprio Asbjørn viveu.
Considerado uma “pérola”, o segundo trabalho de Asbjørn possui um desempenho melhor que seu antecessor em divulgação. O principal single de seu segundo disco, The Love You Have In You, possui mais de um milhão de visualizações no canal oficial de Asbjørn.

## Ligações Externas
- Site Oficial
- Página Oficial (Facebook)
- Twitter Oficial